# Сарыбай би
Сарыбай би (каз. Сарыбай би, до 2007 г. — Карасу) — село в Жамбылском районе Алматинской области Казахстана. Административный центр Карасуского сельского округа. Код КАТО — 194253100.

## Население
В 1999 году население села составляло 1444 человека (721 мужчина и 723 женщины). По данным переписи 2009 года, в селе проживало 1648 человек (802 мужчины и 846 женщин).